# Johnny Damon
Johnny David Damon (Fort Riley, Kansas, 5 de noviembre de 1973) es un jardinero de béisbol estadounidense retirado que jugó en las Grandes Ligas de Béisbol (MLB) de 1995 a 2012. En su carrera en la MLB, Damon jugó para Kansas City Royals (1995–2000), Oakland Athletics (2001), Boston Red Sox (2002–05), New York Yankees (2006–09), Detroit Tigers (2010), Tampa Bay Rays (2011) y Cleveland Indians (2012). Damon también jugó para el equipo nacional de béisbol de Tailandia y fue miembro del equipo para los clasificatorios del Clásico Mundial de Béisbol 2013.

## Primeros años
Damon nació en Fort Riley, una base del ejército en Kansas. Su madre, Yome, era una inmigrante tailandesa en los Estados Unidos, y su padre, Jimmy, es un estadounidense de origen croata e irlandés. Se conocieron mientras su padre, un sargento del ejército de los Estados Unidos, estaba destinado en Tailandia. Damon pasó la mayor parte de su infancia como un «mocoso del ejército», mudándose a varias bases desde Okinawa, Japón, hasta Alemania Occidental antes de que su padre dejara el ejército y estableciera a la familia en el área de Orlando mientras Damon todavía era un preescolar.
Damon era un niño tranquilo, en gran parte a causa de un tartamudeo. «Mis pensamientos simplemente corrieron delante de mi lengua», dijo Damon sobre su problema. «Cantaba canciones como terapia y mejoraba, pero seguía callado la mayor parte del tiempo». Jugó en South Orange Little League cuando era niño. Damon asistió al Dr. Phillips High School en Orlando cuando durante su último año en 1992, fue clasificado como el mejor prospecto de secundaria en el país por Baseball America, fue nombrado para el equipo High School All-America de USA Today, y fue el Jugador del Año de Florida de Gatorade. Damon también jugó al fútbol en la escuela secundaria, una vez fue golpeado por Warren Sapp y sufrió la primera conmoción cerebral en su vida.

## Carrera

### Kansas City Royals (1995–2000)
Damon fue seleccionado por los Kansas City Royalsen la primera ronda (35 ° general) del draft amateur de 1992. Hizo su debut en las Grandes Ligas el 12 de agosto de 1995 después de jugar la temporada anterior con la liga menor Wichita Wranglers. Jugó para los Royals de 1995 a 2000. Anotó 104 carreras en 1998 y 101 carreras en 1999. Una de sus mejores temporadas llegó en 2000 cuando lideró la American League en carreras con 136 y bases robadas con 46, ya que fue segundo en hits (214), en bates (655) y apariciones en el plato (741).

### Oakland Athletics (2001)
Damon pasó el 2001 con los Oakland Athletics. En un intercambio a tres bandas que involucró a los Athletics, Royals y Tampa Bay Devil Rays, los Athletics recibieron a Damon junto con el lanzador Cory Lidle de los Devil Rays y el segunda base Mark Ellis de los Royals. Fue tercero en la liga en bates (644) y séptimo en carreras (108).

### Boston Red Sox (2002–2005)

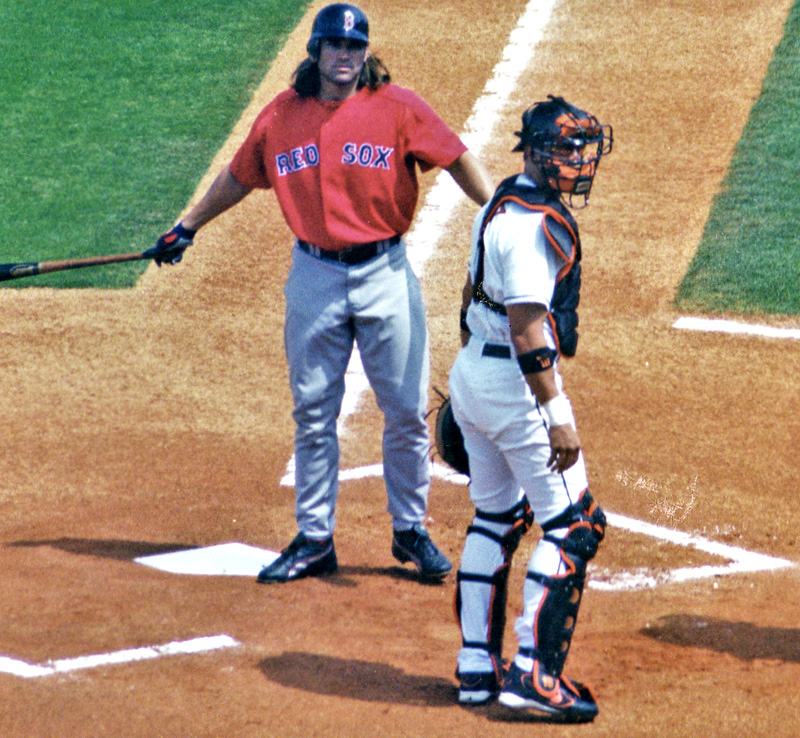
Damon al bate para los Red Sox en la primavera de 2005

El 21 de diciembre de 2001, Damon firmó un contrato de cuatro años y $31 millones de dólares con los Boston Red Sox.
En 2002, lideró la liga en triples (11) y fue tercero en éxitos en el cuadro (25), convirtiéndose en el primer jugador seleccionado por los fanáticos en la primera votación final de la Liga Americana.
El 27 de junio de 2003, Damon se convirtió en el segundo jugador en la historia de la MLB desde 1900 en registrar tres hits de base en una entrada, cuando lo hizo contra los  Florida Marlins. Durante el Juego 5 de la Serie de División de la Liga Americana 2003, Damon chocó frontalmente con su compañero de equipo Damian Jackson, mientras que ambos jugadores intentaban perseguir a una mosca popular. Damon sufrió una conmoción cerebral severa y tuvo que ser retirado del campo en una camilla. Jackson también sufrió una conmoción cerebral, pero pudo salir del campo con ayuda.
En 2004, Damon fue segundo en la liga en carreras (123) y comenzó a restablecerse entre los principales bateadores iniciales y jardineros centrales en el juego. En posiblemente su mejor temporada en las Grandes Ligas, Damon bateó para .304 con 20 home runs y 94 remolcadas y mostró una mejor paciencia en el plato. De acuerdo con su autobiografía, él fue el cuarto bateador en la historia de las Grandes Ligas en conducir más de 90 carreras en una temporada. Damon bateó un tórrido 7-de-15 durante la Serie de División de ese año contra los Angels, pero tuvo problemas en la Serie de Campeonato de la Liga Americana contra los Yankees, con tan solo 3-de-29 del plato en los primeros seis juegos. En el Juego 7, Damon bateó dos jonrones, uno de los cuales fue un grand slam, para llevar a los Red Sox al banderín. En la Serie Mundial, también bateó un jonrón cuando los Red Sox ganaron la serie contra los St. Louis Cardinals en una barrida de cuatro juegos.
A lo largo de su carrera de cuatro años con los Red Sox (2002–2005), Damon apareció en 597 juegos (590 en el jardín central y siete como bateador designado) y conectó 56 home runs. De sus 2,476 en bates, 2,259 fueron como bateador inicial. Damon fue segundo en la alineación por 156 turnos al bate en 2002, lo que representa casi todo el resto a excepción del ocasional hit de pellizco. Comenzó dos juegos como el tercer bateador en 2004, y en 2005, tenía 624 turnos al bate, y todos menos tres como bateador inicial. También obtuvo su segunda selección de estrellas, comenzando como el jardinero central de la Liga Americana. Lideró la Liga Americana con 35 hits en el cuadro, y acertó los 35 dobles que había bateado en el 2004.

### New York Yankees (2006–2009)
El 20 de diciembre de 2005, Damon firmó un contrato de cuatro años y $52 millones de dólares con los New York Yankees. Los Red Sox se mantuvieron firmes en un contrato de tres años y decidieron no negociar contra un acuerdo de cinco años propuesto por el agente Scott Boras.
La firma de Damon con los Yankees provocó que fuera vilipendiado por muchos fanáticos de los Red Sox debido a su lealtad previa a la ciudad y la organización de los Red Sox, incluyendo su ahora infame declaración en mayo de 2005, donde afirmó: «No hay forma de que yo pueda ir. jugar para los Yankees, pero sé que van a venir detrás de mí. Definitivamente no es lo más importante para salir allí por el dólar más alto, que los Yankees me van a ofrecer. No es lo que necesito».
Como los Yankees tienen un estricto código de vestimenta para los jugadores que prohíben tanto el pelo largo como el facial más allá del bigote, Damon tenía el cabello de «hombre de las cavernas» hasta los hombros y la barba afeitada el 22 de diciembre.. Damon, que tenía una apariencia limpia hasta su tercera temporada con los Red Sox, había estado planeando cortarse el pelo y afeitarse la barba, incluso si no firmó con los Yankees, pero esperó hasta después de que firmó con ellos para evitar la especulación.
La temporada siguiente, en una serie crucial de cinco juegos en agosto entre los Yankees y los Red Sox en el Fenway Park, Damon tuvo 3 de 6 en cada uno de los primeros tres juegos, incluyendo una doble cartelera el 18 de agosto y un juego el 19 de agosto. Damon conectó dos home runs, remolcó ocho carreras y anotó ocho carreras en los primeros tres juegos, mientras que los Yankees ganaron por un puntaje combinado de 39-20 y propinaron un duro golpe a las aspiraciones de los Red Sox en el 2006.
En 2006, Damon finalizó tercero en carreras (115) y noveno en bases robadas (25) en la Liga Americana, mientras bateaba 24 jonrones, la mejor marca de su carrera. También empató su marca de 35 dobles de las dos temporadas anteriores. Era solo uno de los 4 jugadores en las Grandes Ligas que bateaba al menos 24 jonrones y robaba al menos 24 bases.

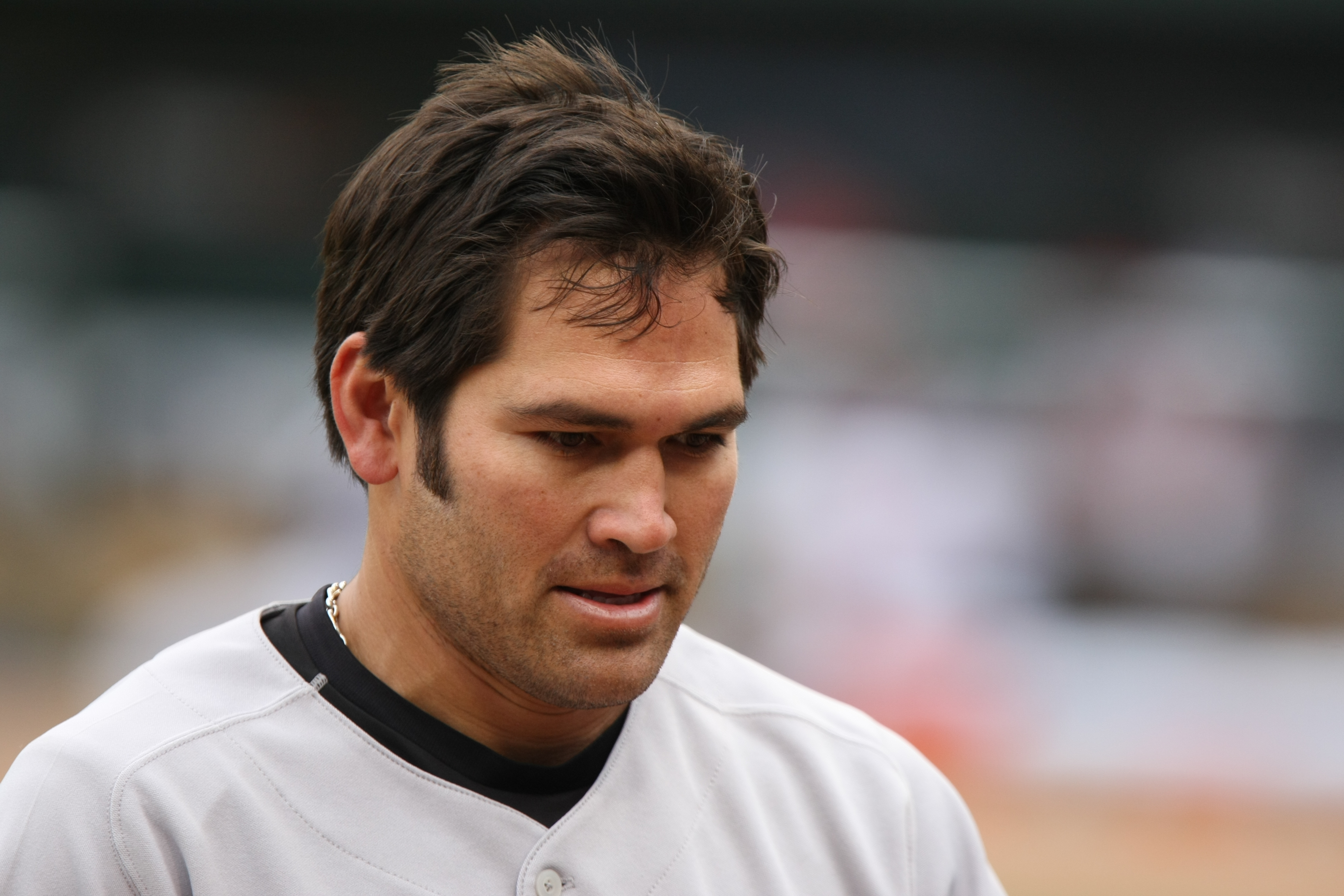
Damon con los Yankees en 2008

El 7 de junio de 2008, Damon se fue de 6 por 6 en la victoria de los Yankees por 12-11 sobre los Kansas City Royals, incluyendo un doble de regla de tierra, que rebotó sobre la pared. Él es el primer Yankee en tener seis hits en un juego de 9 entradas desde que Myril Hoag logró la hazaña en 1934. Damon dijo en una entrevista en el campo posterior al partido que esta era su primera victoria como Yankee.
Los Yankees colocaron a Damon en la lista de lesionados de 15 días por primera vez en su carrera en Grandes Ligas el 6 de julio de 2008 con una articulación acromioclavicular magullada en su hombro izquierdo. La lesión ocurrió un día antes cuando Damon chocó con la pared del jardín en un intento de atrapar un triple. En ese momento, Damon era uno de los tres jugadores activos de las Grandes Ligas que habían jugado al menos 10 años en Grandes Ligas sin ir a la lista de lesionados. Regresó al servicio activo y bateó 27 dobles para la temporada. Damon bateó 53 jonrones en sus tres temporadas completas con los Yankees.
El 27 de julio de 2009, Damon conectó su jonrón 200 en su carrera contra Brian Shouse de los Tampa Bay Rays. Para la temporada 2009, bateó para .282, y empató por la delantera entre los jardineros izquierdos de la Liga Americana en errores (con 5), mientras que fue cuarto en la liga en carreras anotadas (107).
Johnny Damon conectó jonrones en los Juegos 3 y 4 de la Serie de Campeonato de la Liga Americana 2009, derrotando a Los Angeles Angels of Anaheim en seis juegos. Cuando los Yankees pasaron a jugar contra los Philadelphia Phillies en la Serie Mundial de 2009, Damon obtuvo el crédito por robar dos bases en una jugada cuando la defensa de los Filis se desplazó contra el bateador Mark Teixeira. Damon obtuvo su segundo anillo de campeonato ya que los Yankees finalmente vencerían a los Filis en 6 juegos.
Damon, luego de ganar su segunda Serie Mundial, ingresó en la agencia libre después de la temporada 2009 a pesar de expresar su deseo de regresar a los Yankees. Insistió en que los Yankees ni siquiera le hacen una oferta, sin embargo, a menos que le paguen al menos los $13 millones de dólares que ganó en los últimos cuatro años. Como resultado de las demandas de su contrato, los Yankees firmaron al primera base y bateador designado Nick Johnson con un contrato de un año y $5.5 millones de dólares, a pesar de que Damon redujo sus demandas salariales en el último minuto. Los Yankees luego contrataron al jardinero Randy Winn por un contrato de un año y $2 millones de dólares, que esencialmente cerró la puerta al regreso de Damon al Bronx.

### Detroit Tigers (2010)
El 22 de febrero de 2010, Damon aceptó un contrato por un año y $8 millones de dólares con los Detroit Tigers. El 14 de abril de 2010, registró su carrera impulsada número 1.000 contra los Kansas City Royals. El 1 de mayo, conectó home run contra el lanzador Scot Shields de Los Angeles Angels of Anaheim en el Comerica Park para ganar el juego 3-2. El 6 de julio, Damon registró su hit número 2.500 ante Jake Arrieta de los Baltimore Orioles, y conectó un cuadrangular contra David Hernandez, dándole a los Tigers una victoria por 7-5. Para la temporada, bateó .271,1 y se convirtió en agente libre al final de la temporada.

### Tampa Bay Rays (2011)

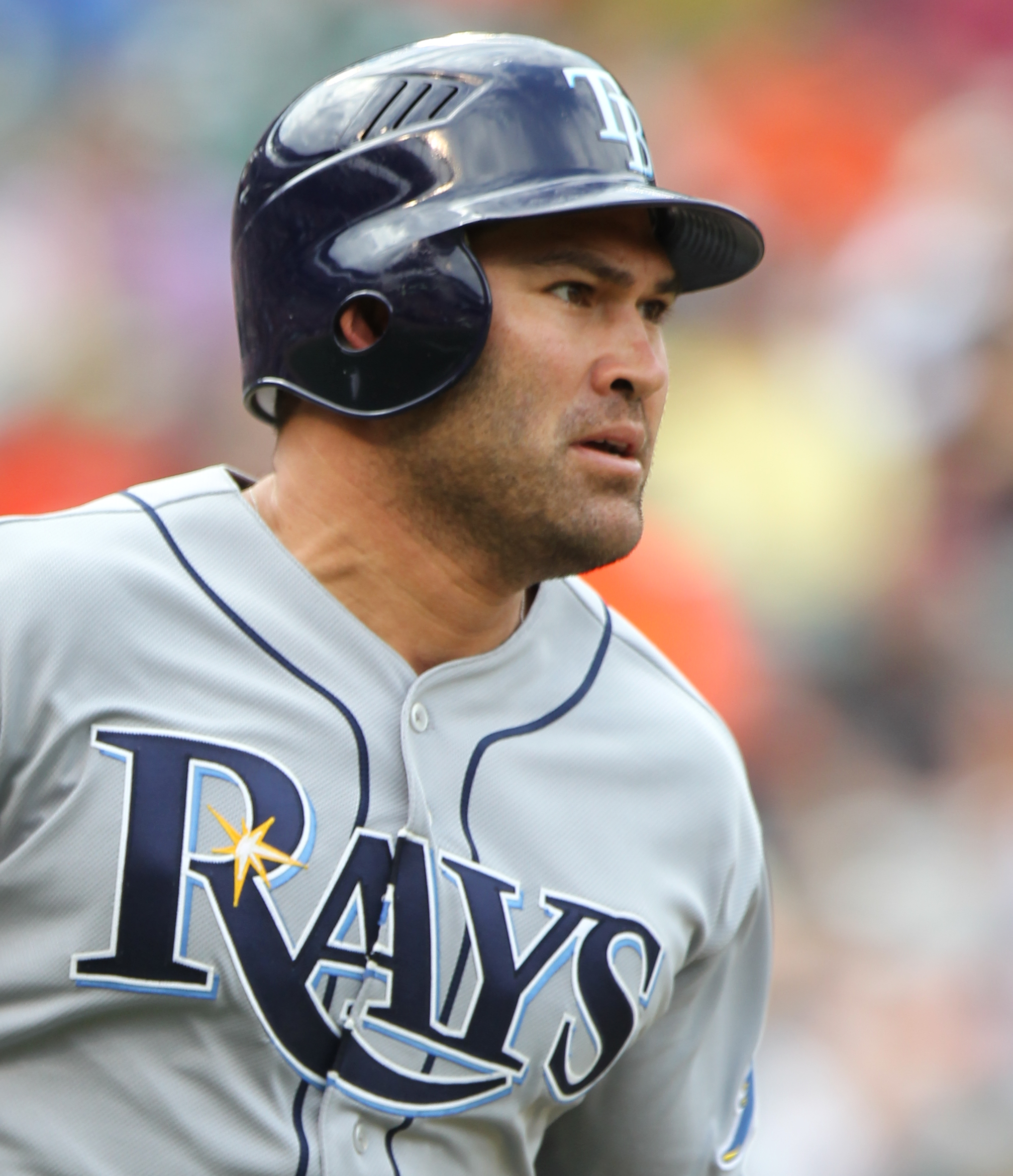
Damon durante su mandato con los Rays en 2011

El 21 de enero de 2011, Damon aceptó un contrato por un año y $5.25 millones de dólares con los Tampa Bay Rays. os Rays también contrataron a su excompañero de los Boston Red Sox, Manny Ramírez, en un paquete que el agente Scott Boras sugirió. También se reunió con Damon, Kelly Paypach, exjugador de los Red Sox.
El mánager Joe Maddon dijo que esperaba que Damon, de 37 años, a menudo sea reemplazado por Sam Fuld durante la temporada al final de los juegos que lideran los Rays. Después del retiro abrupto de Ramírez, esto sería discutible ya que Damon principalmente jugaría como el bateador designado.
El 16 de abril de 2011, Damon tuvo el éxito ganador del juego por quinto juego consecutivo para los Rays, dos de los cuales fueron éxitos de walk-off. El 29 de junio de 2011, Damon empató a Ted Williams en el puesto 71 en la lista de todos los tiempos con 2,654 hits. El hit llegó en Tropicana Field al final de la sexta entrada. El 2 de julio de 2011, Damon se fue de 4 por 4 y su solo en la primera entrada lo hizo superar a Ted Williams en la lista de todos los tiempos. Él terminaría la temporada en el puesto 57 de todos los tiempos con 2,723 hits de carrera.
En el Juego 1 del ALDS, Damon conectó un jonrón de 2 carreras en el segundo inning ante el lanzador abridor de los Texas Rangers, C. J. Wilson, para darle a su equipo una ventaja inicial de 2-0. Los Rays ganaron el juego 9-0, pero eventualmente perdieron la serie divisional al mejor de cinco por 3-1.

### Cleveland Indians (2012)
El 12 de abril de 2012, Damon firmó un contrato de ligas menores de un año con los Cleveland Indians por $1.25 millones de dólares (y $1.4 millones de dólares adicionales en incentivos). El 1 de mayo, Damon fue llamado a Cleveland. Hizo su debut el 2 de mayo, bateando primer partido contra los Chicago White Sox. Terminó el juego 0-3 con un boleto. El mánager de los Indians, Manny Acta, derribó a Damon al séptimo lugar en la alineación de bateo después de ir 4-29 en la posición de primer bate, incluyendo 2 hits en sus últimos 18 turnos al bate. El 26 de junio, en un juego contra los Yankees, Damon se convirtió en el 52.º jugador en la historia de la MLB en acumular 2.750 hits de carrera. Al comenzar el Juego de Estrellas, Damon tuvo 35 hits en 163 turnos al bate oficiales y estaba bateando .215 en 50 juegos. El 20 de julio, Damon empató la mayor marca de su temporada con tres hits contra los Baltimore Orioles.
Damon fue designado para asignación el 3 de agosto de 2012. HFue liberado por los Indians, junto con los lanzadores Derek Lowe y Jeremy Accardo, el 9 de agosto.
Damon terminó su carrera con 2,769 hits, ubicándose en el puesto 54 en la lista de líderes de hits de carrera de la Liga Mayor de Béisbol.
Su primer año de elegibilidad para el Salón de la Fama y el Museo Nacional de Béisbol se produjo en 2018, donde se unió a un grupo notable de candidatos primerizos, incluidos Chipper Jones, Jim Thome y Omar Vizquel. Solo recibió 8 votos, o el 1.8% de la boleta de votación, y fue descartado de futuras consideraciones.

### Agente libre (2013–2015)
Damon esperaba firmar para el 2013, y ofreció a los Yankees la oportunidad de firmar un contrato para el salario mínimo de la liga como reemplazo del lesionado Curtis Granderson, y expresó su deseo de ser liberado una vez que Granderson regresara. Los Yankees indicaron que no estaban interesados en fichar a Damon. Damon permaneció sin firmar durante todo 2013 y no jugó.
A fines de 2013 y principios de 2014, Damon indicó su deseo de seguir jugando, en parte para tener la oportunidad de obtener 3.000 hits (necesitaba 231 para alcanzar ese objetivo). Les dijo a los medios que se había mantenido en buena forma física y esperaba recibir invitaciones para el entrenamiento de primavera.
Damon no recibió ninguna oferta antes del inicio de la temporada 2014. En una entrevista en Boston en mayo de 2014 para celebrar el décimo aniversario del campeonato de la Serie Mundial de 2004 de los Red Sox, Damon indicó que no tiene planes de anunciar oficialmente su retiro, aunque reconoció que probablemente no volverá a jugar en las Grandes Ligas. También afirmó que todavía quiere jugar, que ha permanecido en buena condición física y que podría jugar si le dieran la oportunidad, diciendo «Siento que si un equipo me llama, puedo estar listo. Si juego esta noche, lo hago. Voy a golpear un jonrón». El 22 de junio de 2014, jugó en su primer Día de Old-Timers de los New York Yankees.
Un informe de prensa de julio de 2014 indicó que Damon todavía esperaba jugar nuevamente en las Grandes Ligas. Según la historia, en junio Damon completó una sesión improvisada con un lanzador de práctica de bateo para los Philadelphia Philliesquien quedó impresionado lo suficiente como para sugerir que los Filis deberían considerar ficharlo.
El 4 de agosto de 2014, Damon concedió una entrevista al programa de radio WEEI-FM «Middays with MFB» e indicó que si bien todavía quiere jugar, ningún equipo ha expresado interés y «esos días han terminado».
De acuerdo con las cuentas de prensa en diciembre de 2014, Damon esperaba jugar en 2015, y su agente le dijo a un periodista: «Si le preguntas a Johnny, le encantaría volver».

### Premios
- 1993 – Estrella de Midwest League
- 1994 – Jugador Estrella del año de Royals Minor League de Carolina League
- 1995 – 1.º equipo Estrella de Minor League de Baseball America , Jugador del año de KC Royals Minor League, Jugador Estrella y Más Valioso de la Texas League, Estrella AA y Jugador AA del Año
- 2000 – Jugador del Año de KC Royals
- 2002 – Estrella (ganador de la Votación Final Inaugural Estrella de la Liga Americana)
- 2005 – 2.º Equipo Estrella de Baseball America, Estrella de la Liga Americana
- 2009 – Premio TYIB: Mejor momento de postemporada

## Otras apariciones
En 2005, Damon escribió Idiot: Beating "The Curse" and Enjoying the Game of Life con Peter Golenbock.
Damon contribuyó como vocalista de Dropkick Murphys en el sencillo de 2004, «Tessie».
Damon presentó WWE Raw el 21 de diciembre de 2009.
Damon participó en la competencia de Celebrity Apprentice en la primavera de 2014 en la ciudad de Nueva York. Los shows que filmó fueron parte de la temporada 2015 del show. Fue eliminado del programa en el episodio que se emitió el 2 de febrero de 2015.
Damon apareció en el programa de Animal Planet, Tanked.
Damon apareció en MTV Cribs, donde hizo un recorrido por su casa cerca de Orlando, Florida.
En abril de 2018, Damon fue anunciado como una de las celebridades que competirán en la temporada 26 de Dancing with the Stars. Él fue emparejado con la bailarina profesional Emma Slater. La pareja fue eliminada en la primera semana de la temporada en una doble eliminación, quedando en el noveno puesto.

## Vida personal

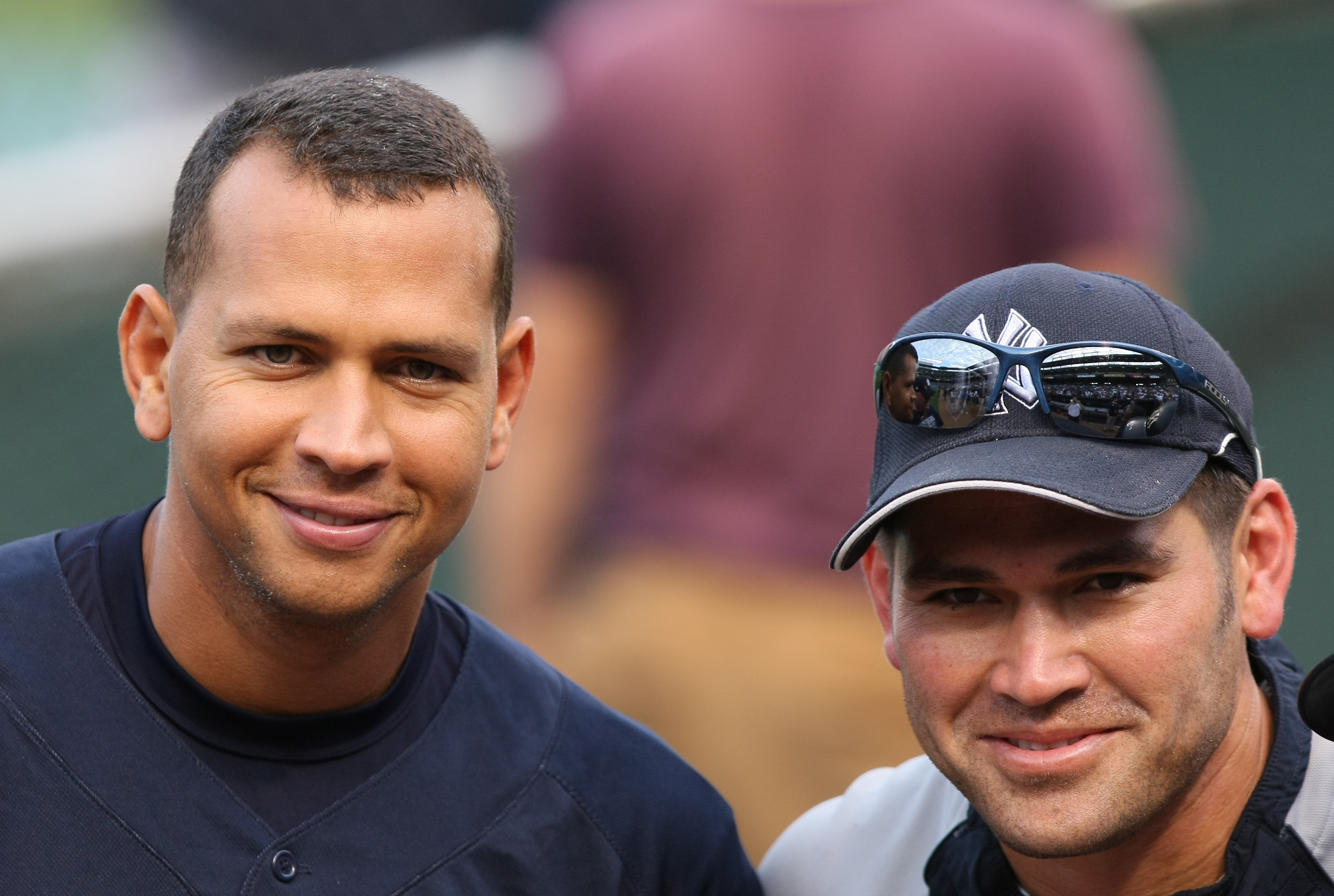
Álex Rodríguez y Damon

Damon se casó con su novia de la escuela secundaria, Angela Vannice, en 1992 cuando tenía 19 años. Tuvieron gemelos (Jackson y Madelyn) juntos en 1999 antes de divorciarse en 2002. En 2004, Damon se casó con Michelle Mangan, quien dio a luz a su primera hija, Devon Rose, en 2007. Damon y Mangan dieron la bienvenida a su segunda hija, Danica Rayne, en 2008. Mangan dio a luz a gemelas en junio de 2012 Dasha y Daliah. En abril de 2015, dieron la bienvenida a su quinta hija, Dreanna Michelle. Damon y Michelle esperan un sexto hijo, el niño se llamará Dash, como se revela en el episodio de Tanked el 22 de abril de 2016.
Damon y su familia residen en Windermere, Florida. Mientras que con los Yankees, Damon y su esposa vivían en Cresskill, Nueva Jersey.
Él es activo en el Wounded Warrior Project, que trabaja para crear conciencia y obtener la ayuda del público para las necesidades de los hombres y mujeres de servicio gravemente heridos.
Damon fue una de las víctimas del fraude de $8 mil millones de dólares perpetrado por el administrador de riqueza convicto Allen Stanford.
Damon habló en un mitin en Florida durante la campaña presidencial de 2016 de Donald Trump y también cantó en apoyo de un muro fronterizo entre Estados Unidos y México.